# Сан-Мансуш (Эвора)
Сан-Мансуш (порт.  São Manços) - фрегезия (район) в муниципалитете Эвора  округа Эвора в Португалии. Территория – 108,34 км². Население – 1016 жителей. Плотность населения – 9,4 чел/км².